# دابرووه (استان اشوی‌داشکسیه)
دابرووه (به لهستانی: Dąbrowy) یک منطقهٔ مسکونی در لهستان است که در گمینا کلوچوسکو واقع شده‌است.